# Посива
Поси́ва — село в Україні, в Рівненському районі Рівненської області. Населення становить 31 особу.

## Історія
У 1906 році хутір Кунівської волості Острозького повіту Волинської губернії. Відстань від повітового міста 25 верст, від волості 10. Дворів 1, мешканців 7.

## Загальні відомості
Розміщене на відстані 1,5 км від с. Новородчиці,27 км від центру громади та 77 км від обласного центру м. Рівне.
Територія села складається з 13 дворів та 20 жителів.
Культурно-побутові заклади відсутні. Село електрифіковане, не газифіковане, частково телефонізоване. Центральне водопостачання та каналізація відсутні. Вулиці мають частково тверде покриття. Рельєф території рівнинний. Ґрунтові води залягають на глибині більше 3 метрів.

## Географія
Село розташоване на лівому березі річки Кутянки.
Ґрунтоутворюючими породами є середньо суглинкові ґрунти. Основу ґрунтового покриву складають чорноземи щебеньоваті середньо змиті та дернові щебеньоваті середньо суглинкові ґрунти. Територія села розміщена біля лісу. Небезпечні геологічні процеси відсутні.
Згідно земельно-оціночного /кадастрового /районування територія сільської ради відноситься до Рівненського природно-сільськогосподарського району.
Територія населеного пункту розміщується в межах основної тектонічної структури Рівненщини — Волино-Подільської плити, зокрема Рівненське плато. Середня висота над рівнем моря — 245 м.
Клімат території помірно-континентальний з м'якою зимою та досить теплим, з достатньою кількістю опадів, літом. Однак останні зими дещо морозні, а літо посушливе.
В цілому клімат території можна вважати комфортним для життя та сприятливим для господарської діяльності, у першу чергу для розвитку сільського господарства.

## Відомі люди
Уродженцем села є Лавренюк Сергій Павлович (1946—2008) — заслужений професор Львівського національного університету імені Івана Франка, доктор фізико-математичних наук.